# لماذا الجنس متعة؟ تطور الجنس البشري
لماذا الجنس متعة؟ تطور الجنس البشري (بالإنجليزية: Why Is Sex Fun? The Evolution of Human Sexuality) كتاب لعالم الأحياء جاريد دايموند  صدر عام 1997 عن دار «بيسيك بوكس» للنشر باللغة الإنجليزية في 176 صفحة. وصدر باللغة العربية عن دار سطور للنشر والتوزيع عام 2022. يواجه الكاتب أسئلة: لماذا يعتبر البشر من الأنواع القليلة التي تمارس الجنس على انفراد؟ لماذا تعتبر الإناث الثدييات الوحيدة التي تمر بسن اليأس؟ وأسئلة أخرى كثيرة يبحثها للوقوف على إجاباتها.
حصل الكتاب على جائزة بريزماس بيت العلوم للنشر عام 2000. والكاتب جاريد دايموند هو العالم الأمريكي الذي أدرجته مجلة فورين بوليسي على قائمة أفضل 100 مفكر عالمي ثلاث مرات (2005 - 2008 - 2009) ويشغل حالياً منصب أستاذ الجغرافيا والفيزيولوجيا في جامعة كاليفورنيا، لوس أنجلوس.

## محتوى الكتاب
قسم دياموند كتابه إلى سبعة فصول:
(1) الحيوان مع أغرب حياة جنسية
(2) معركة الجنسين
(3) لماذا لا يرضع الرجال أطفالهم
(4) الوقت الخطأ للحب (الجنس الترفيهي)
(5) ما هي فائدة الرجال
(6) كسب المزيد من خلال تقليل (سن اليأس)
(7) الحقيقة في الإعلان (الخصائص الجنسية الثانوية)

## مقدمة
موضوع الجنس يشغلنا. إنه مصدر أقوى ما لدينا من متع. غالبًا ما يكون أيضًا سبب البؤس، الذي ينشأ من الصراعات الداخلية بين الأدوار المتطورة للمرأة والرجل.
هذا الكتاب هو سرد تخميني لكيفية ظهور النشاط الجنسي البشري على ما هو عليه الآن. معظمنا لا يدرك مدى غرابة ممارسات الجنس عند البشر، بالمقارنة مع جميع الكائنات الحية الأخرى. استنتج العلماء أن الحياة الجنسية حتى لأسلافنا الذين يشبهون القردة كانت مختلفة جدًا عما في بلادنا اليوم. لابد أن بعض القوى التطورية المميزة قد أجرت عمليات جراحية على أسلافنا لجعلنا مختلفين. ما هي هذه القوات، وما هو الغريب حقًا عنا؟ إن فهم كيفية تطور حياتنا الجنسية أمر رائع ليس فقط في ذلك حقنا الخاص ولكن أيضًا من أجل فهم الإنسان الآخر بشكل مميز. هذه الميزات تشمل ثقافتنا، كلامنا، الوالدين والطفل، العلاقات وإتقان الأدوات المعقدة. بينما علماء الحفريات عادة ينسبون تطور هذه الميزات إلى العقل البشري ووضعية الإنسان المستقيمة (رأس الإنسان لأعلى ويسير على قدمين)، أزعم أن حياتنا الجنسية الغريبة كانت بنفس القدر من الأهمية لتطورهم. من بين الجوانب غير العادية للجنس البشري التي أناقشها هي: سن اليأس عند الأنثى، دور الرجل في المجتمعات الإنسانية، يمارسون الجنس على انفراد، وغالبا ما يمارسون الجنس من أجل المتعة بدلا من الإنجاب، بل لتوسيع ثدي المرأة قبل الاستخدام في الرضاعة. بالنسبة للشخص العادي، تبدو كل هذه الميزات تقريبًا من طبيعية جدًا ولا تتطلب شرحًا. على الرغم من ذلك، يثبت، عند التفكير، أنه من الصعب، بشكل كبير، تفسيرها. سأناقش أيضا وظيفة وأسباب وجود العضو الذكري للرجال وأسباب إرضاع النساء لأطفالهن دون الرجال. تبدو الإجابات على هذين السؤالين واضحة تمامًا. حتى داخل هذه الأسئلة، رغم ذلك، تكمن مشاكل محيرة لم يتم حلها.
لن تعلمك قراءة هذا الكتاب أوضاع جديدة لتستمتع بها أثناء الجماع، كما أنه لن يساعدك على تقليل الانزعاج من الدورة الشهرية وتقلصاتها أو انقطاع الطمث. ولن يقضي على ألم اكتشاف أن زوجك على علاقة غرامية، أو يتجاهل طفلكم المشترك، أو إهمالك لمصالح طفلك. لكن هذا الكتاب قد يساعدك على فهم لماذا يشعر جسمك بالطريقة التي يشعر بها ولماذا يتصرف حبيبك بالطريقة التي يتصرف بها. ربما أيضًا، إذا فهمت السبب، تشعر بأنك مدفوع إلى بعض السلوك الجنسي المدمر للذات، هذا قد يساعدك الفهم على الابتعاد عن غرائزك وللتعامل معها بذكاء أكبر.

## مقتطفات من الكتاب
الحيوان ذو أغرب حياة جنسية
إذا كان كلبك يمتلك عقلك ويستطيع التحدث، وإذا سألته ماذا فكرت في حياتك الجنسية، قد تفاجأ برده. سيكون شيئًا من هذا القبيل: "هؤلاء البشر المقززون يمارسون الجنس في أي يوم من الشهر! تقترح باربرا الجنس حتى عندما تعرف جيدًا أنها ليست خصبة عندما تكون مثلاً في الأيام الأولى بعد دورتها الشهرية. جون حريص على ممارسة الجنس طوال الوقت، دون اهتمام ما إذا كانت جهوده يمكن أن تؤدي إلى ولادة طفل أم لا. لكن إذا كنت تريد سماع شيئًا فظيعًا حقًا، فقد استمرت باربرا وجون في ممارسة الجنس أثناء فترة حملها! هذا سيئ مثل الأوقات التي يأتي فيها والدا جون للزيارة، ويمكنهم أيضا سماعهم يمارسون الجنس، على الرغم من أن والدة جون مرت بهذا الشيء الذي يسمونه بانقطاع الطمث منذ سنوات. الآن أنها لا تستطيع إنجاب الأطفال بعد الآن، ولكنها لا تزال تريد ممارسة الجنس، ووالد جون يلزمها بذلك. يا لها من مضيعة للجهد! هذا هو أغرب شيء على الإطلاق.. باربرا وجون، ووالدا جون أيضا، أغلقوا باب غرفة النوم ومارسوا الجنس على انفراد، بدلاً من فعل ذلك أمام أصدقائهم مثل أي شخص آخر.. مثل أي كلب يحترم نفسه. لفهم من أين يأتي كلبك، عليك أن تحرر نفسك من منظورك الإنساني.
الحيوان ذو أغرب حياة جنسية
عادة ما يتم ممارسة الجنس في الثدييات الاجتماعية في الأماكن العامة، أمام نظرات أعضاء آخرين من نفس النوع. على سبيل المثال، أنثى بربري تتزاوج المكاك في الشبق مع كل ذكر بالغ في قواتها وتصنعها. لا يوجد جهد لإخفاء كل جماع عن الذكور الآخرين. أفضل استثناء موثق لهذا النمط من الجنس العام هو في الشمبانزي
القوات، حيث قد ينفجر الذكر والأنثى الشبقية من تلقاء نفسها لبضعة أيام فيما يسميه مراقبون بشريون «رفقة». لكن، نفس أنثى الشمبانزي التي تمارس الجنس الخاص مع رفقة قد تكون كذلك ممارسة الجنس في الأماكن العامة مع ذكور الشمبانزي البالغين الآخرين داخل نفس دورة الشبق.
تستخدم الإناث البالغة من معظم أنواع الثدييات وسائل مختلفة بشكل واضح للإعلان عن المرحلة القصيرة من الدورة الإنجابية عندما يكونون في مرحلة التبويض ويمكن إخصابها. قد يكون الإعلان: مرئيًا، على سبيل المثال، المنطقة المحيطة بالمهبل تتحول إلى اللون الأحمر الزاهي. أوعن طريق حاسة الشم (إطلاق رائحة مميزة). أو سمعي: إصدار ضوضاء. أو سلوكي: الانحناء أمام ذكر بالغ وعرض
المهبل. الإناث يمارسن الجنس فقط خلال أيام الخصوبة، في أيام أخرى تصبح غير جذابة جنسيًا أو أقل جاذبية للذكور بسبب الافتقار إلى إشارات الإثارة، ويرفضون تقدم أي ذكر. وهكذا، فإن الجنس أمر مؤكد ليس فقط للمتعة ونادرا ما يتم فصله عن وظيفة التخصيب. هذا التعميم يسمح أيضًا بالاستثناءات: الجنس هو مفصول بشكل صارخ عن التكاثر في عدد قليل من الأنواع، مثل البونوبو (الشمبانزي الأقزام) والدلافين.
معركة الجنس
يمثل استثمارًا أكبر للإناث منه للذكر، لأن في معظم أنواع الحيوانات، تكون البويضة أكبر بكثير من الحيوانات المنوية. في حين تحتوي كل من البويضات والحيوانات المنوية على الكروموسومات، ويجب أن تحتوي البويضة بالإضافة إلى ذلك ما يكفي من المغذيات وآلات التمثيل الغذائي لدعم الجنين ومزيد من التطوير لبعض الوقت، على الأقل حتى يمكن أن يبدأ الجنين يغذي نفسه. وعلى النقيض من ذلك، فإن الحيوانات المنوية تحتاج فقط إلى محرك سوطي والطاقة الكافية لقيادة هذا المحرك ودعم السباحة لوقت قصير. نتيجة لذلك، يبلغ حجم البويضة البشرية الناضجة ما يقرب من مليون ضعف كتلة الحيوانات المنوية التي تخصبها؛ كما في طيور الكيويز تبلغ النسبة مليون مليار. ومن ثم الجنين المخصب، ينظر اليه ببساطة كمشروع بناء في مرحلة مبكرة، يمثل تمامًا استثمار تافه من كتلة جسم والده مقارنة بوالدته.

## نقد وتعليقات
كتب هوارد أ. دوتي (أستاذ الفلسفة والعلوم الطبيعية في كلية سينيكا Seneca College في كينج سيتي، بولاية أونتاريو الأمريكية) في المجلة الأكاديمية «ذي كوليدج كوارترلي College Quarterly»: «على الرغم من أن بعض أنظمة المعتقدات الدينية قد لا تختار الاعتراف بذلك، إلا أن حقيقة التطور بشكل عام والتطور البشري على وجه الخصوص قد تم إثباتها بمثل هذه الأدلة الثابتة وغير القابلة للجدل، كما أشار الراحل ستيفن جاي جولد (1941-2002)، إنكارها هو إما ممارسة في الجهل المتعمد أو فعل من أعمال الانحراف الفكري. بصرف النظر عن الظواهر العالمية الظاهرة مثل الجاذبية، لا يوجد مرجع علمي آخر مثبت جيدًا. على الأقل في علم الأحياء، هو العنصر الوحيد الأكثر أهمية في فهمنا»، ويتابع الكاتب قائلاً: «كتاب جاريد دايموند الرائع، لماذا متعة الجنس؟ يعرّفنا على تفرد النشاط الجنسي البشري. في مقدمة مسلية، يفسر الجماع من وجهة نظر كلب ويثير بعض الأسئلة الرائعة. لماذا يمارس البشر (عادة) الجنس على انفراد، بعيدًا عن أنظار الآخرين؟ لماذا تتضمن العلاقات الجنسية (التي تسمى عادة الزواج) علاقات طويلة الأمد تكون أكثر أو أقل بزوجة واحدة؟ لماذا يتسكع الذكور لفترة طويلة بعد ولادة الأطفال ويساعدون أحيانًا في تربيتهم أو على الأقل إخراج القمامة؟ لماذا يمارس البشر الجنس عندما لا يكون لديهم أي فكرة عندما تكون الأنثى في مرحلة الإباضة؟ لماذا يمارس البشر الجنس بعد سن اليأس؟ تعال إلى التفكير في الأمر، لماذا يصاب البشر بانقطاع الطمث؟ تعتبر كل هذه الأشياء طبيعية في جنسنا البشري، ولكنها غائبة أو نادرة على الأقل في الثدييات الأخرى، ناهيك عن الأسماك».
قالت ديان أكرمان مؤلفة كتاب «تاريخ طبيعي للحواس A Natural History of the Sens»: «أفضل كتاب قرأته في هذا الموضوع .... قراءة رائعة لأي شخص لديه فضول حول سبب قيام العشاق بما يفعلونه».
كتب ستان ب. راشوتين (أستاذ علم الأحياء في كلية ماونت هوليوك) في شيكاغو تريبيون في 21 سبتمبر 1997: «نظرة فكاهية واسعة النطاق على تطور النشاط الجنسي البشري ... يسعى دياموند أحيانًا إلى الصدمة، وفي سلسلة من الحكايات والتكهنات الفضفاضة للغاية حول عدم وجود الرضاعة من الذكور، دخل في جدال مع ديري آبي، وخسر. ومع ذلك، بشكل عام، تسود روح الدعابة والاتساع والتواضع. كل العلوم في هذا الكتاب مستمدة من عمل الآخرين، لكن دايموند يقدم مساهمة حقيقية في إظهار كيف يمكن اختبار الفرضيات البديلة، حيث يجب وضع التفسيرات الفسيولوجية الفورية في سياق أكبر للتاريخ التطوري، والأكثر فائدة، كيف لا يلزم أن يكون التفسير الكافي لظاهرة واحدة هو التفسير الضروري لجميع الظواهر المماثلة. روايته الرشيقة لمن يخفي بين الرئيسيات»، يتابع الناقد قائلاً: «دياموند هو عالم فسيولوجي متميز، على الرغم من أنه يتمتع بحياة منفصلة ومؤثرة كعالم بيئة تطورية متخصص في طيور الجزيرة. من غير المعتاد أن تجد شخصًا على قدم المساواة في العالم الفسيولوجي (كيف يعمل هذا، وكيف يتكيف عندما تعمل القوى الخارجية عليه؟) والعالم التطوري (ما الذي كان يفعله قبل أن يتغير ليفعل ما يفعله اليوم؟). وهو أيضًا ناشر ومعلق ناجح، في كل من المنشورات العلمية والشعبية، مع مجموعة من الاهتمامات التي تسمح له بقراءة أدب الأنثروبولوجيا بتعاطف. بالكاد يمكن للمرء أن يطلب المزيد، ولكن إذا فعل ذلك، فسوف يلاحظ المرء أن كتاب» لماذا الجنس ممتع؟«نقرأه أحيانًا مثل عمود في مجلة» ديسكوفر«فهو يحتوي على كلمات أكثر مما يمكن أن تحتويه الأفكار، وهناك بعض الفرص الضائعة. على سبيل المثال، تجد العديد من الدراسات حول الانتقاء الجنسي في الطيور والحيوانات الأخرى ميزة في الهياكل المتماثلة (على عكس غير المتكافئة قليلاً)، ومع ذلك، في البشر، يبدو أن عدم تناسق السمات المتأثرة بالجنس أو التي يتشكل من خلال الانتقاء الجنسي هو القاعدة. لا يتعامل دايموند مع هذه الدراسات. وكان ذكور خفاش الفاكهة الذي أثار الرضاعة الوظيفية الواضحة، الذي تم الإبلاغ عنه في عام 1994، آراء دايموند السخيفة إلى حد ما حول إرضاع الرجال لأطفالهم يومًا ما، تم وضعه جيدًا في كتالوج» دوبسون للخفاشيات«في مجموعة المتحف البريطاني Dobson's Catalogue of the Chiroptera in the Collection of the British Museum (1878)».

## وصلات خارجية
https://cmc.marmot.org/Record/.b16248661 لماذا الجنس متعة؟ تطور الجنس البشري
https://catalogue.nla.gov.au/Record/1626745 لماذا الجنس متعة؟ تطور الجنس البشري
http://www.jareddiamond.org/Jared_Diamond/Why_Is_Sex_Fun.html لماذا الجنس متعة؟ تطور الجنس البشري
https://lifeclub.org/books/why-is-sex-fun-jared-diamond-review-summary لماذا الجنس متعة؟ تطور الجنس البشري
https://www.chicagotribune.com/news/ct-xpm-1997-09-21-9709210447-story.html لماذا الجنس متعة؟ تطور الجنس البشري